# Lygodactylus wetzeli
Lygodactylus wetzeli (південноамериканський карликовий гекон) — вид геконоподібних ящірок родини геконових (Gekkonidae). Мешкає в Південній Америці.

## Поширення і екологія
Південноамериканські карликові гекони мешкають на південному сході Болівії, на заході Парагваю та в бразильському штаті Мату-Гросу-ду-Сул. Вони живуть в сухих Гран-Чако. Відкладають яйця.